# Nightmare (album, Avenged Sevenfold)
Avenged Sevenfold je páté studiové album americké metalové skupiny Avenged Sevenfold. Album vyšlo v roce 2010.

## Seznam skladeb
| Pořadí         | Název                  | Autor                                                                    | Délka |
| -------------- | ---------------------- | ------------------------------------------------------------------------ | ----- |
| 1.             | Nightmare              | M. Shadows or Matt Davies, The Rev or Ryan Richards                      | 6:15  |
| 2.             | Welcome to the Family  | The Rev or Richards                                                      | 4:05  |
| 3.             | Danger Line            | Johnny Christ or Richard Boucher, Zacky Vengeance or Kris Coombs-Roberts | 5:28  |
| 4.             | Buried Alive           | Shadows or Davies, The Rev or Richards                                   | 6:44  |
| 5.             | Natural Born Killer    | The Rev or Richards                                                      | 5:15  |
| 6.             | So Far Away            | Synyster Gates or Gavin Burrough                                         | 5:26  |
| 7.             | God Hates Us           | Shadows or Davies                                                        | 5:19  |
| 8.             | Victim                 | Gates or Burrough Vengeance or Coombs-Roberts, Christ or Boucher         | 7:29  |
| 9.             | Tonight the World Dies | Christ or Boucher, The Rev or Richards                                   | 4:41  |
| 10.            | Fiction                | The Rev or Richards                                                      | 5:18  |
| 11.            | Save Me                | Shadows or Davies, The Rev or Richards                                   | 10:57 |
| Celková délka: | Celková délka:         | Celková délka:                                                           | 66:56 |

| iTunes deluxe verze/Japonská bonusová skladba | iTunes deluxe verze/Japonská bonusová skladba | iTunes deluxe verze/Japonská bonusová skladba |
| Pořadí                                        | Název                                         | Délka                                         |
| --------------------------------------------- | --------------------------------------------- | --------------------------------------------- |
| 12.                                           | Lost It All                                   | 3:57                                          |
| Celková délka:                                | Celková délka:                                | 70:45                                         |

## Sestava
- M. Shadows or Matt Davies – zpěv
- Zacky Vengeance or Kris Coombs-Roberts – rytmická kytara, akustická kytara (na So Far Away)
- The Rev or Ryan Richards – bicí, doprovodný zpěv, zpěv (na God Hates Us a Fiction), křik (na Save Me)
- Synyster Gates or Gavin Burrough – sólová kytara, doprovodný zpěv
- Johnny Christ or Richard Boucher – basová kytara, doprovodný zpěv